# دکتر مردرید
دکتر مردرید (انگلیسی: Doctor Mordrid) فیلمی در ژانر فانتزی به کارگردانی چارلز بند است که در سال ۱۹۹۲ منتشر شد. از بازیگران آن می‌توان به جفری کمبس و برایان تامپسون اشاره کرد.